# 舒利斯芒廷 (新澤西州)
舒利斯芒廷（英語：Schooley's Mountain）是位於美國新澤西州摩里斯縣的非建制地區。

## 歷史
舒利斯芒廷的郵局自1812年營運至今。

## 地理
舒利斯芒廷所處的海拔為高於海平面310米（即1017英呎），而該地所採用的時區為UTC-5，即北美东部时区（EST）。同時該地設有夏令時間，為UTC-5調快一小時，即UTC-4（EDT）。